# Портретні мініатюри родини Ягеллонів
Портретні мініатюри родини Ягеллонів — десять мініатюрних портретів родини двох останніх польських королів з династії Ягеллонів були написані в майстерні Лукаса Кранаха Молодшого близько 1555 або 1556 року на замовлення Сигізмунда Августа або однієї з його сестер. Мініатюри були намальовані олійною фарбою на мідних листах. Всі вони підписані зображенням крилатого дракона, що було фірмовою рисою майстерні Кранаха.
Починаючи з верхнього ряду, на мініатюрах зображені:
1. Король Сигізмунд І Старий
2. Королева Бона Сфорца
3. Король Сигізмунд II Август
4. Королева Єлизавета Габсбург
5. Королева Барбара Радзивілл
6. Королева Катерина Габсбург
7. Королева Угорщини Ізабелла Ягеллонка
8. Королева Швеції Катерина Ягеллонка
9. Герцогиня Брауншвейгська Софія Ягеллонка
10. Королева Анна Ягеллонка

Реалістичність рис обличчя дозволяє припустити, що вони були написані або з натури, або на основі збережених і раніше намальованих анфас портретів. Портрети були переобрамлені у ХІХ столітті. Вони були придбані для родинної колекції Чарторийських у Парижі в 1859 році на аукціоні колекції Адольфа Ціховського. Сьогодні вони прикрашають колекцію картин у краківському музеї Чарторийських.